# كيندال بيركس
كيندال بيركس (بالإنجليزية: Kendall Burks)‏ هو لاعب كرة قدم أمريكي في مركز الدفاع، ولد في 8 أكتوبر 1999 في تاكوما في الولايات المتحدة.

## وصلات خارجية
- كيندال بيركس على موقع الدوري الأمريكي (الإنجليزية)
- كيندال بيركس على موقع قاعدة بيانات كرة القدم.إي يو (الإنجليزية)